# Gangsted Sogn
Gangsted Sogn er et sogn i Horsens Provsti (Århus Stift).
I 1800-tallet var Søvind Sogn anneks til Gangsted Sogn. Begge sogne hørte til Voer Herred i Skanderborg Amt. Gangsted-Søvind sognekommune blev ved kommunalreformen i 1970 indlemmet i i Gedved Kommune, der ved strukturreformen i 2007 indgik i Horsens Kommune.
I Gangsted Sogn ligger Gangsted Kirke.
I sognet findes følgende autoriserede stednavne:
- Aggestrup (bebyggelse, ejerlav)
- Ballebo (bebyggelse, ejerlav)
- Bjergene (bebyggelse)
- Brokbjerg (areal)
- Elbæk (bebyggelse, ejerlav)
  - Elbæk Efterskole
- Gangsted (bebyggelse, ejerlav)
- Krørup (bebyggelse)
- Møgelbjerg (areal)
- Ravnsbjerg (areal)